# Richboro
Richboro est une census-designated place située dans le comté de Bucks, dans le Commonwealth de Pennsylvanie, aux États-Unis. Sa population s’élevait à 6 563 habitants lors du recensement de 2010.

## Histoire
Il y a quatre endroits historiques à Richboro : la colline de Hampton, la maison de John Thompson, la ferme des arbres jumeaux et le complexe de Willow Mill. Ils sont inscrits au titre du Registre national des lieux historiques.

## Démographie
| Groupe            | Richboro | Pennsylvanie | États-Unis |
| ----------------- | -------- | ------------ | ---------- |
| Blancs            | 95,4     | 81,9         | 72,4       |
| Asiatiques        | 3,1      | 2,8          | 4,8        |
| Métis             | 0,7      | 1,9          | 2,9        |
| Afro-Américains   | 0,4      | 10,9         | 12,6       |
| Autres            | 0,2      | 2,4          | 6,4        |
| Amérindiens       | 0,1      | 0,2          | 0,9        |
| Total             | 100      | 100          | 100        |
|                   |          |              |            |
| Latino-Américains | 1,3      | 5,7          | 16,7       |

Selon l'American Community Survey, pour la période 2011-2015, 85,92 % de la population âgée de plus de 5 ans déclare parler l'anglais à la maison, 4,64 % déclare parler le russe, 2,59 % le grec, 1,46 % une langue chinoise, 1,09 % l'espagnol, 0,93 % l'italien, 0,78 % le coréen, 0,40 % l'hindi, 0,38 % le portugais, 0,36 % le gujarati et 1,44 % une autre langue.